# Ingegneria strutturale

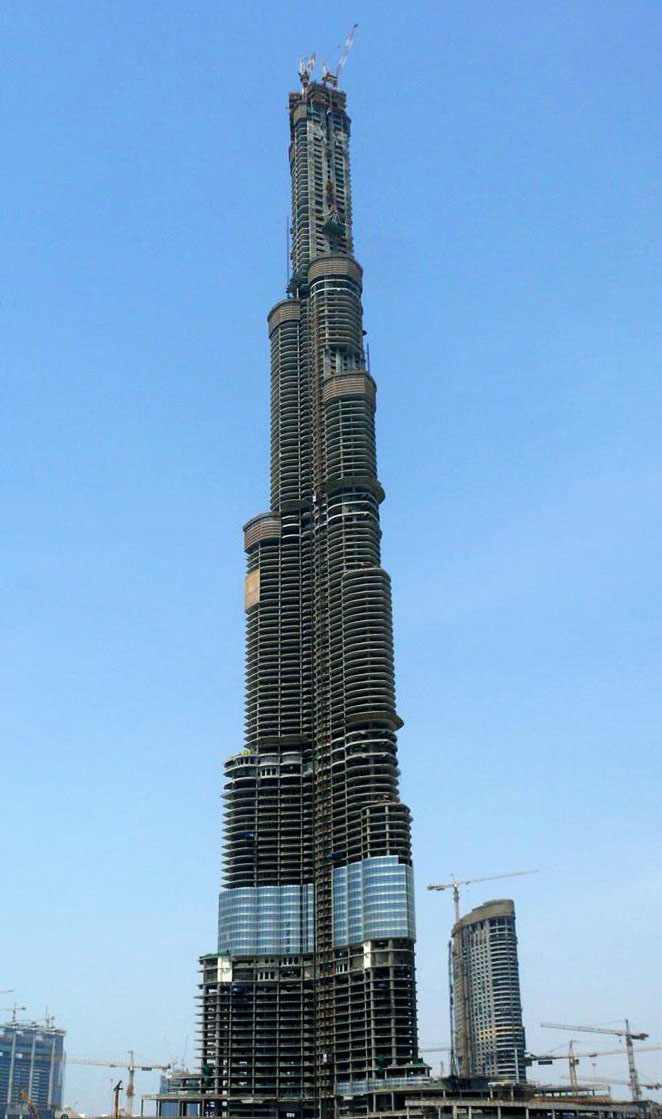
La struttura portante del Burj Khalifa, l'edificio più alto del mondo. Alla sommità dell'antenna misura 828 m.

L'ingegneria strutturale (o ingegneria delle strutture) è una branca dell'ingegneria civile specializzata nel campo delle strutture: ponti, strutture di edilizia civile, industriale, ecc. Essa si fa carico di tutta la vita dell'opera, dalla sua prima ideazione alla vera e propria progettazione strutturale che comprende lo studio dei disegni tecnici (di progetto e di dettaglio), l'analisi strutturale, lo studio delle modalità costruttive fino alla redazione del manuale di manutenzione (ove necessario).
Le discipline scientifiche di base dell'ingegneria strutturale  sono la meccanica del continuo, la scienza dei materiali e la geotecnica. Le materie fondamentali, perlomeno nell'ambito del sistema universitario italiano, sono la meccanica razionale, la scienza e la tecnica delle costruzioni, l'affidabilità strutturale, il progetto di strutture, la dinamica delle costruzioni, il calcolo automatico (o meccanica computazionale) delle strutture, la costruzione di ponti, la diagnostica e il consolidamento delle costruzioni, la geotecnica, la tecnica delle fondazioni, le opere di sostegno, ecc.
Anche altre branche dell'ingegneria richiedono una figura professionale particolarmente adatta al dimensionamento e al calcolo strutturale: ingegneria edile, ingegneria meccanica, ingegneria aeronautica, ingegneria aerospaziale ecc.